# 黒田治 今夜はOK.OK.
黒田治 今夜はOK.OK.（くろだおさむこんやはおーけーおーけー）は東海ラジオ放送で2008年秋の番組改編より放送されている番組のことである。

## 放送日時
- 毎週土曜日 18:00～21:00

## 出演者
メインパーソナリティ
- 黒田治

アシスタント
- 山崎聡子（東海ラジオ放送アナウンサー）

## 番組コーナー
中日新聞ニュース･天気予報
- 3回（毎時：45頃）中日新聞ニュースでBGMとして使用されるものは2COOL!と同様のものが使用されている。

交通情報〔18：15,18：50,19：50～。18：15のみカレーうどんの若鯱家の提供〕
週間芸能トピックス（18：20）
- 1週間の芸能の話題から気になるものを取り上げ、黒田の考えなどを述べる。

お出かけ情報（18：30）
- 番組独自の調査で調べた情報･リスナーからの情報を紹介するほか、毎週気になる話題の関係者に電話をつないで詳細を聞く。

ジャズでOK.OK.（18：50頃～19：00）
- おすすめのジャズを放送。

パックンマックンの笑って覚える英会話（19：07）
世界へIKOKKA（19：20～）
- ファーストステージ〔毎週1つの国歌を放送し、曲の途中に出されるヒントとともにどこの国の国歌かを当てる。途中に「考える時間」として「魅惑のオールディーズ」を放送している〕
- セカンドステージ〔ファーストステージの正解者の中から抽選で選ばれた人のみヒントなしのクイズに進める〕
- ファーストステージのヒントを出す前に、黒田が「ラジオは音から広がるリスナーの皆さんの想像力」と言ってからヒントに入る。

魅惑のオールディーズ（19時台）
Starlight Moonlight（20時台）
- 山崎聡子アナが毎月本を朗読。

テーマ音楽特集
普天間かおりのアハハでウフフ
- パーソナリティ 普天間かおり

OKコーナー
- フリーの話題

## 備考
- 20時の時報前に、交通情報を担当する折出けんいちが出演し、パーソナリティとクロストークを展開していた（黒田などにいじられることもあった）。